# Idioma camúnico
El camúnico es una lengua extinta hablada durante el primer milenio a. C. en los valles alpinos de Valcamonica y Valtellina en los Alpes centrales por los camoños o camunni.

## Historia

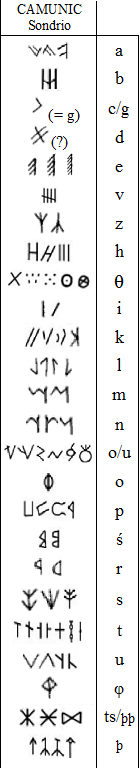
Alfabeto camuno.

Existen muy pocos testimonios directos de la lengua, las evidencias existentes se limitan a un corpus de unas 170 inscripciones epigráficas grabadas en la rocas, similares a los grabados en roca de Valcamonica o valle camúnico. La mayoría de las inscripciones tienen solo unas pocas palabras de longitud. El sistema de escritura usado es una variante del alfabeto etrusco septentrional, llamado "alfabeto camúnico" o "alfabeto de Sondrio". Las inscripciones más largas están escritas en bustrofedon.
Los camunni vivieron en Val Camonica (valle camónico) durante la Edad de Hierro y fueron los creadores de muchas inscripciones del área. En Nadro y Piancogno se han encontrado inscripciones mostrando el alfabeto datadas entre el 500 a. C. y el 50 d. C.

## Clasificación
Usualmente el camúnico debido a la escasez de la evidencia disponible se considera una lengua no clasificada. Recientemente se ha propuesto que es una lengua celta (Markey, 2008), y anteriormente se conjeturó un posible parentesco con el rético y las lenguas tirsénicas.

## Transliteración
| Glifo | Tibiletti Bruno 1992 | Zavaroni 2004 | Martinotti 2009 |
| ----- | -------------------- | ------------- | --------------- |
|       | -                    | A             | -               |
|       |                      | A             | A               |
|       |                      | A             | -               |
|       |                      | B             | B (V?)          |
|       |                      | B             | B (V?)          |
|       |                      | -             | D               |
|       | h                    | D (?)         | -               |
|       |                      | E             | E               |
|       |                      | E             | E               |
|       |                      | E             | E               |
|       |                      | V             | -               |
|       |                      | G             | K (G?)          |
|       |                      | G             | -               |
|       | h                    | H             | J (ii/h/η?)     |
|       | -                    | H             | -               |
|       |                      | I             | I               |
|       |                      | I             | I               |
|       | -                    | K             | K (G?)          |
|       |                      | L             | L               |
|       |                      | L             | L               |
|       |                      | M             | M               |
|       |                      | M             | M               |
|       |                      | N             | N               |
|       |                      | N             | N               |
|       |                      | O             | Φ (Q?)          |
|       | -                    | P             | -               |
|       |                      | P             | P               |
|       |                      | R             | R               |
|       |                      | R             | R               |
|       |                      | S             | χ               |
|       |                      | S             | S               |
|       |                      | S             | S               |
|       |                      | T             | T               |
|       |                      | T             | T               |
|       | -                    | T             | I               |
|       |                      |               | -               |
|       | -                    |               |                 |
|       | -                    | TS -          | -               |
|       |                      | TS -          | χ               |
|       |                      | U - W         | U               |
|       | -                    | U - W         | U               |
|       |                      | Z             | χ               |
|       |                      | Z             | χ               |

## Galería

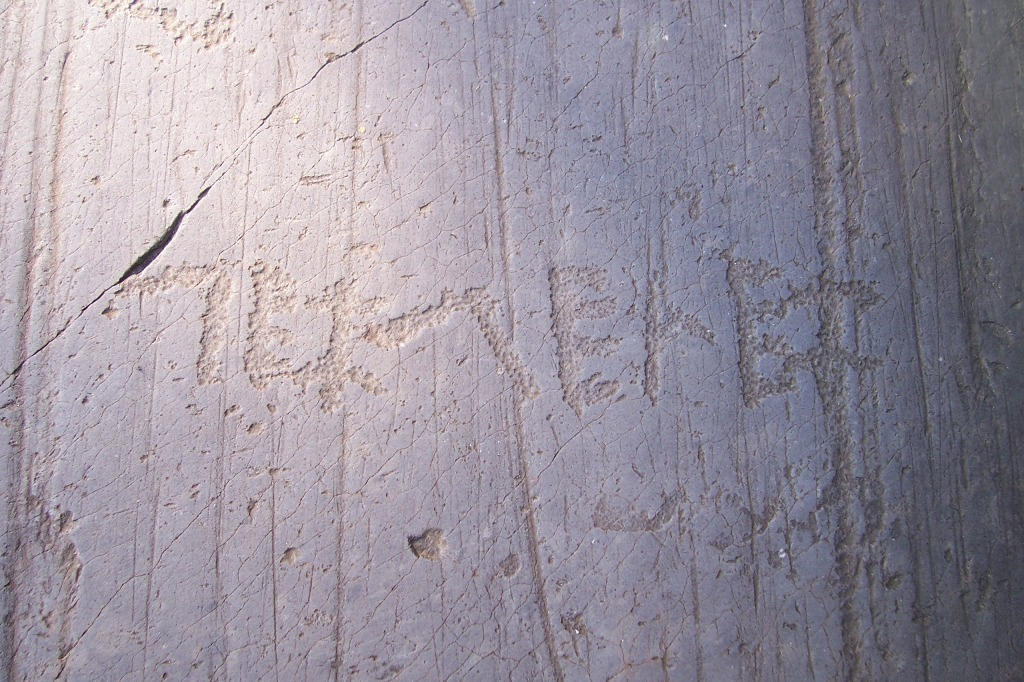
Inscripción de Capo di Ponte (Val Camonica)
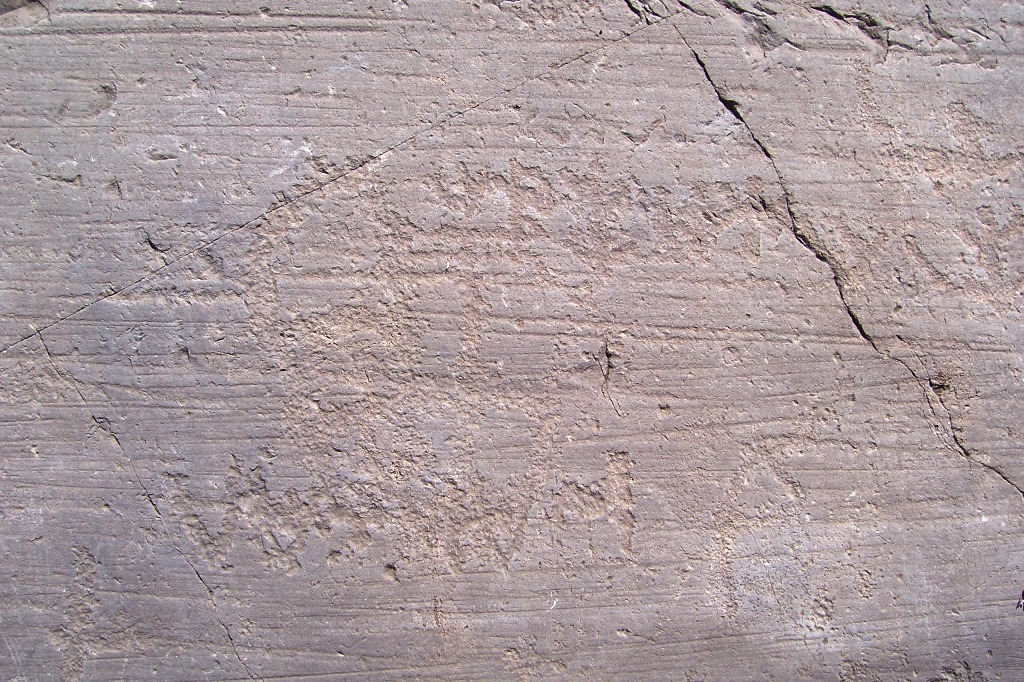
Inscripción de Nadro (Val Camonica)
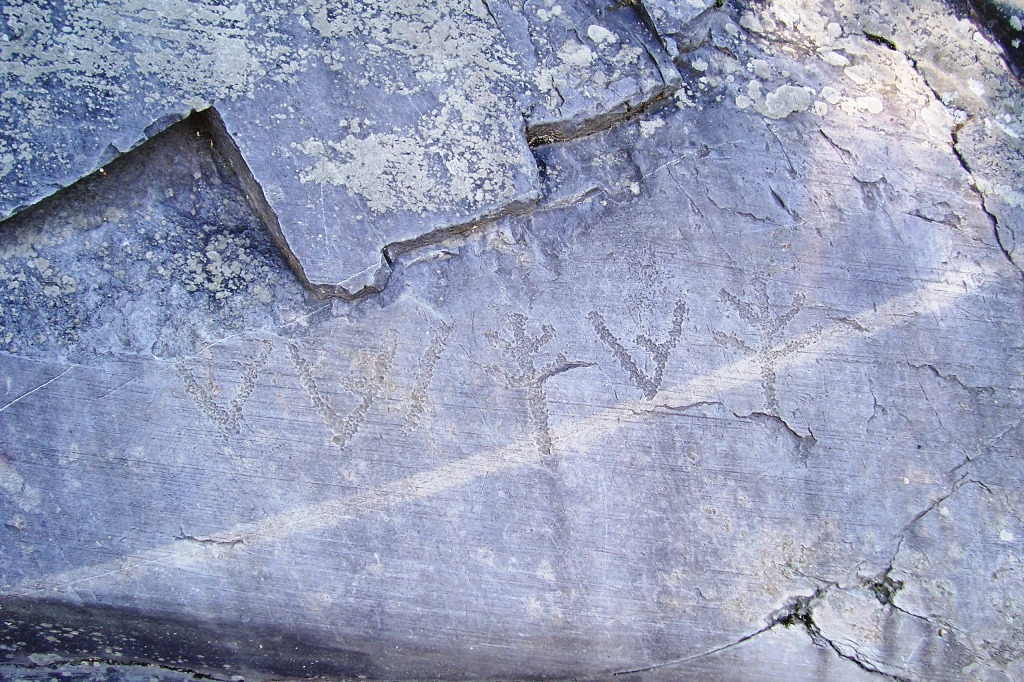
Inscripción de Nadro (Val Camonica)
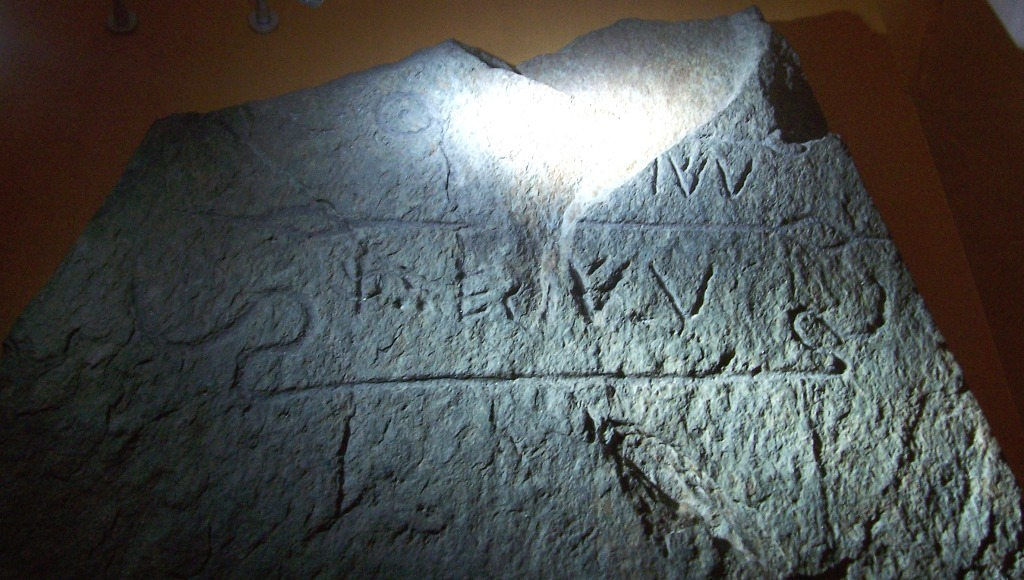
Inscripción del museo de Sondrio (Valtellina)

### Enlaces exteriroes
- Wikimedia Commons alberga una galería multimedia sobre Idioma camúnico.
- «Etruscan alphabet». Consultado el 20 de septiembre de 2009.
- «Iscrizioni camune a cura di Adolfo Zavaroni» (en italiano). Archivado desde el original el 22 de julio de 2011. Consultado el 20 de agosto de 2009.
- «Tracce n° 7 Scratched horses in a relief from Cividate Camuno – Valcamonica (Italy)». Consultado el 18 de septiembre de 2009.
- «Tracce n° 9 Vite-Deria, Paspardo, Valcamonica. Ricerche 1990–97» (en italiano). Consultado el 18 de septiembre de 2009.
- «Tracce n° 9 Rock and Roll with the Camunnians Did they have ladders in the prehistory?». Consultado el 18 de septiembre de 2009.
- «Tracce n° 12 Due nuove rocce istoriate in località Vite area di Vite-Deria, Paspardo (Valcamonica, BS)» (en italiano). Consultado el 18 de septiembre de 2009.

- Datos: Q489011